# 阪急北ネオポリス
阪急北ネオポリス（はんきゅうきたネオポリス）は、昭和40年代（1960年代後半）に大和団地株式会社と大和ハウス工業によって造成された、兵庫県川西市にある住宅地。

## 概要
大和団地がネオポリスを冠した造成地としては、規模は全国最大級。「大和」が当所の地名とされる程。地元でも「大和団地」といわれると、ここで通る。国道173号と同国道と南側の一の鳥居交差点で分岐した国道477号に挟まれた地域である。当地域は、大和西（1丁目から5丁目まで）と大和東（1丁目から5丁目まで）に分かれる。
南側は切り土のようで、国道477号の所は崖となっている。北側は東から西に向けてくだりが続いている。そのまた北は崖となっていて能勢電鉄の線路がその下にある。団地の真ん中に団地内の水を抜くための調整池が存在する。その廻りに、公園が設置されている。
急勾配が続くために阪急バスが団地内を走っている。

### 豊能町境との連絡道路の開通
大和東5丁目71-3地先から笹部1-63地内を経て笹部1-121（豊能町境）に至る市道は立入禁止であった。2018年7月豪雨による周辺道路の閉鎖によって孤立した豊能町は、川西市と協定を結び、2020年1月から町道光風台通路3号線道路の建設が開始され、2020年5月に開通した。この道路は自転車・歩行者専用道路となっている。

## 施設
- 能勢電鉄畦野駅
- 川西市立牧の台小学校
- 牧の台みどりこども園
- 平木谷公園

## 震災被害
- 阪神・淡路大震災の時は、大規模なガス漏れがあった。

## 交通アクセス
公共交通機関
- 能勢電鉄 畦野駅下車すぐ、または山下駅、笹部駅下車。